# Clafoutis

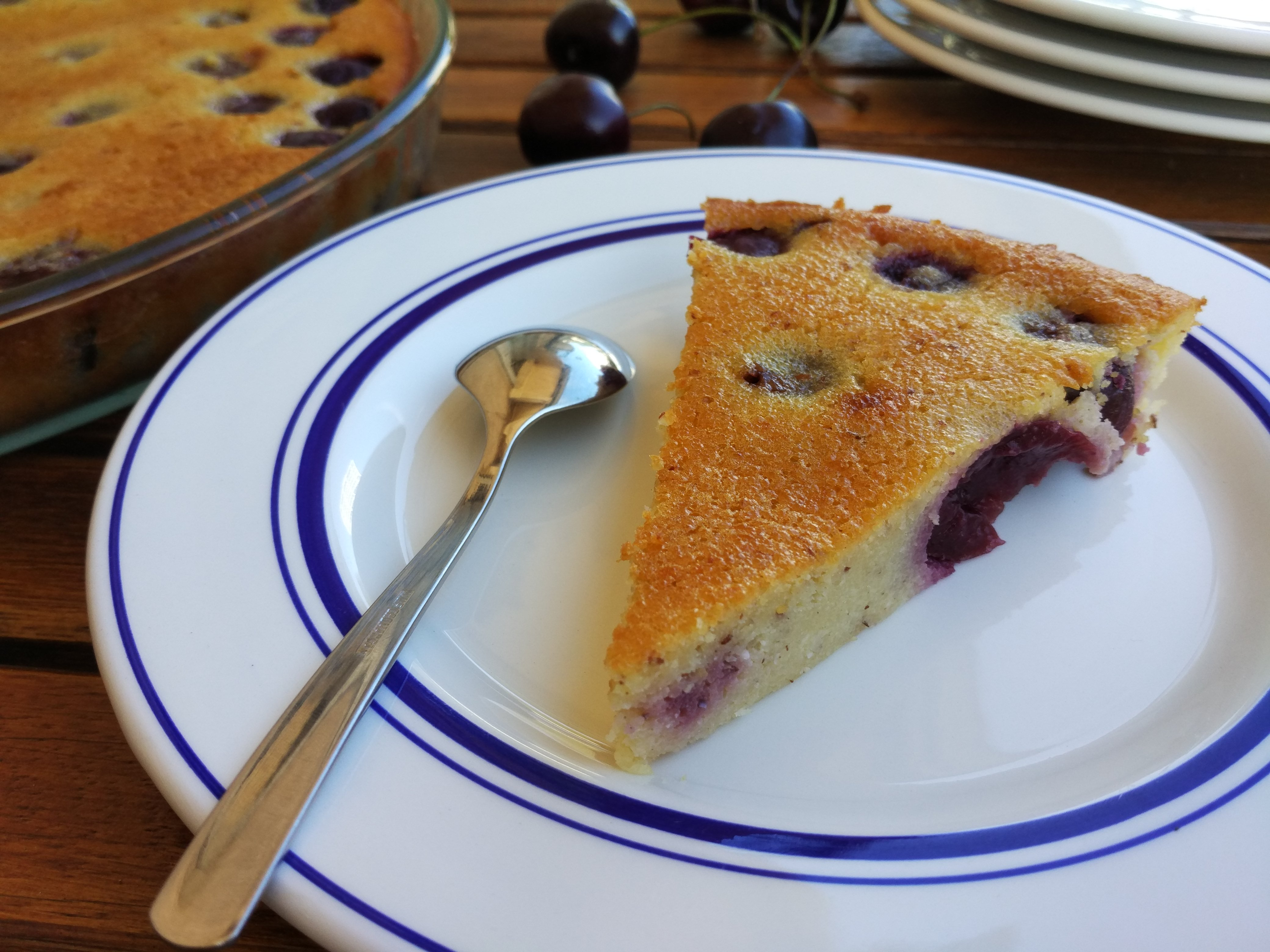
Un clafoutis con cerezas.

El clafoutis (a veces escrito clafouti en los países anglófonos) es una típica tarta francesa que se elabora horneando en un molde cerezas bañadas en una masa líquida parecida a la de los crepes. La masa se hace con huevos, harina, leche, mantequilla y azúcar, y se cuaja durante la cocción. Las cerezas tradicionalmente se emplean enteras y con carozos.

## Origen
Originario de Lemosín, el nombre del plato procede del occitano clafotís, del verbo clafir, ‘rellenar [la masa con cerezas]’. El clafoutis se extendió aparentemente por toda Francia durante el siglo XIX, adquiriendo una gran popularidad.
En Lemosín y Auvernia se hace también con peras y manzanas, denominándose flognarde o flaugnarde. En la región de Berry, la flaugnarde de manzanas se llama gouéron. En la región de Périgord, la flaugnarde se hace con ciruelas o uvas pasas. Cuando se usan otros tipos de fruta, como higos, ciruelas frescas, arándanos o zarzamoras, la tarta no tiene nombre específico, por lo que suele recurrirse al término clafoutis o flaugnarde, dado que emplean el mismo tipo de masa.